# Snow Lion Publications
Snow Lion Publications — американское книжное издательство, основанное в 1980 году в Итаке (Нью-Йорк) для сохранения тибетской культуры и тибетского буддизма.

## Описание
Snow Lion Publications не только издаёт книги по тибетскому буддизму, книги Далай-ламы XIV, но также занимается распространением иной продукции, связанной с тибетской культурой: танки, статуи Будд, ритуальные принадлежности, футболки, подушки для медитации, молитвенные флаги, постеры, открытки.
Издательство выпускает бесплатный ежеквартальный журнал Snow Lion: The Buddhist Magazine & Catalog.
Идея создания издательства появилась после встречи Г. и П. Айелло (Gabriel and Patricia Aiello) с Далай-ламой XIV в 1979 году. В 1980 году издательство было зарегистрировано, были начаты переводы и издания буддийских текстов с тибетского языка или санскрита на английский, чтобы сделать их доступнее западной аудитории.